# Paolo Carlini
Paolo Carlini (Santarcangelo di Romagna, 6 de enero de 1922 - Roma, 3 de noviembre de 1979) fue un actor italiano.

## Carrera como actor
Comenzó su carrera cinematográfica a los 18 años, cuando interpretó el personaje de Pino en la película Addio giovinezza! (1940) de Ferdinando Maria Poggioli. A esta siguieron numerosas películas en las que Carlini participó, siempre como personaje secundario. En los años 1950 se dedicó especialmente al teatro, donde tuvo buenas críticas, aunque la popularidad no le llegó hasta 1957, cuando interpretó para la televisión una adaptación de la novela de Octave Feuillet Le roman d'un jeune homme pauvre (en italiano se tituló Il romanzo di un giovane povero), dirigida por Silverio Blasi. Gracias a esta serie, Carlini ganó el premio Microfono d’argento.  A partir de entonces, intervino en numerosas teleseries, no siempre en papeles protagonistas.
Una trombosis le causó la muerte.

## Rumores sobre su relación con Pablo VI
Aparte de sus apariciones en la televisión, el nombre de Carlini es conocido porque, según el testimonio de Roger Peyrefitte y, posteriormente, de Biagio Arixi (amigo de Carlini), el actor mantuvo una relación amorosa con el arzobispo de Milán (y futuro papa) Giovanni Battista Montini. Peyrefitte hizo pública tal relación tras la condena que hizo Pablo VI de la homosexualidad en 1976. Los rumores y el escándalo fueron tan grandes que el propio pontífice los negó públicamente durante la Cuaresma de ese año. El papa declaró: «Sabemos que nuestro cardenal vicario y después la Conferencia Episcopal italiana os han invitado a rezar por nuestra humilde persona, que ha sido objeto de mofa y de horribles y calumniosas insinuaciones de cierta prensa que desprecia la honestidad y la verdad.»

## Cine
- Addio giovinezza!  (1940)
- La peccatrice (1940)
- Ridi pagliaccio (1941)
- I tre aquilotti (1942), dirigida por Mario Mattoli.
- L'Apocalisse (1946)
- Il barone Carlo Mazza (1948)
- La grande strada (1948)
- Napoli eterna canzone (1949)
- La grande rinuncia (1951)
- Due derelitti (1951)
- La storia del fornaretto di Venezia (1952)
- La muta di Portici (1952)
- Papà ti ricordo (1952)
- La Gioconda (1953)
- Vacaciones en Roma (1953), dirigida por William Wyler.
- Il cardinale Lambertini (1954)
- Mai ti scorderò (1956)
- La voce che uccide (1956)
- La baia di Napoli (1960)
- Luciano, una vita bruciata (1962)
- Divorzio alla siciliana (1963)
- Amore all'italiana (1965)
- Gli altri, gli altri e noi (1967). dirigida por Maurizio Arena.
- I due deputati (1968)
- Cronaca di Anna Magdalena Bach (1968)
- Sigpress contro Scotland Yard (1968)
- O tutto o niente (1968)
- Don Chisciotte e Sancio Panza (1969), dirigida por Giovanni Grimaldi.
- Quarta parete (1969)
- Un caso di coscienza (1969)
- Puro siccome un angelo papà mi fece monaco... di Monza (1969)
- Le inibizioni del dottor Gaudenzi, vedovo, col complesso della buonanima, dirigida por Giovanni Grimaldi (1971)
- La schiava io ce l'ho e tu no (1972)
- L'uccello migratore (1972)
- Fratello ladro (1972)
- Don Camillo e i giovani d'oggi (1972)
- La ragazzina (1974)
- Il domestico (1974)
- Blue Jeans (1975)
- Brogliaccio d'amore (1976)
- Come cani arrabbiati (1977)
- Lo scoiattolo (1981)

## Televisión

### Películas y series
- Il romanzo di un giovane povero (1957), dirección de Silverio Blasi.
- Mont Oriol (1958)
- I ragazzi (1959)
- Ultima Bohème (1964), dirección de Silverio Blasi.
- Dossier Mata Hari (1967), dirección de Mario Landi.
- Le mie prigioni (1968), dirección de Sandro Bolchi.
- Sherlock Holmes (1968), dirección de Guglielmo Morandi.
- Nero Wolfe: Sfida al cioccolato (1971), dirección de Giuliana Berlinguer.
- Le inchieste del commissario Maigret: Il pazzo di Bergerac (1972).
- Olenka (1973)
- Il commissario De Vincenzi 2, episodio «Il mistero di Cinecittà» (1977).
- Il furto della Gioconda (1978), dirección de Renato Castellani.

### Teatro
- Il cuore in due, de Cesare Giulio Viola, con Paolo Carlini, Franco Volpi, Giovanna Scotto, Carla Del Poggio, Aldo Pierantoni, Diego Parravicini, Marina Pizzardi, dirección de Claudio Fino. Transmitida por la RAI el viernes 1 de marzo de 1957.
- Lumie di Sicilia, de Luigi Pirandello, con Paolo Carlini, Paola Borboni, dirección de Silverio Blasi. Transmitida por la RAI el sábado 23 de junio de 1957.

## Grabaciones discográficas

### Recitales poéticos
- 1965: Pascoli (Cetra, CLC 0834, LP), con Alberto Lupo y Vittorio Gassman.
- 1970: Foscolo (Cetra, CLC 0846, LP), con Carlo D'Angelo y Vittorio Gassman.